# Wen Qimei
Wen Qimei   (Jincheng, 12 de febrer de 1867 - Shaoshan, 5 d'octubre de 1919), també anomenada Wen Suqin, era la mare del líder xinès Mao Zedong.

## Primers anys de vida
Wen va néixer el 1867 a la ciutat de Jincheng, a l'illa de Kinmen. El seu pare, Wen Qifu, era un sabater pobre alcohòlic. La seva mare era una concubina de 14 anys de Qifu. Suqin tenia dos germans i dues germanes. Va assistir al monestir budista local per educar-se fins als deu anys. Ella juntament amb la seva mare van fugir a Shaoshan, Hunan, després que el seu pare l'apallissés. Allà, la mare de Suqin es va tornar a casar amb un terratinent de 60 anys, fet força inusual a la Xina en aquella època. Suqin va assistir a una escola baptista. Als 13 anys, el seu padrastre va acordar el seu matrimoni amb Mao Yichang, de 10 anys, que provenia d'una família de camperols. Als 26 anys, Suqin va donar a llum a Mao Zedong.
Després del naixement de Mao Zedong, els seus pares van rebre un gall, com era costum local. Suquin molt preocupada per la salut del bebè Zedong, després de dos avortaments previs, va visitar un monjo budista perquè el cuidés, però s'hi van negar perquè la criatura semblava sana. Des d'allà, va anar a un temple dedicat al bodhisattva Guan Yin, on va resar perquè la divinitat es convertís en la mare d'acollida de Zedong.